# Disaccus
Disaccus – rodzaj prymitywnego drapieżnego kopytnego (zaliczany jest do rzędu ssaków Mesonychia) o rozmiarach szakala czy kojota. Zamieszkiwał Azję w środkowym paleocenie, stamtąd się też wywodził, lecz rozprzestrzenił się na takie tereny, jak Europa czy Ameryka Północna. Skamieniałe pozostałości z Europy sugerują, że był palcochodny, jak jego krewni Sinonyx czy Pachyaena. Siostrzanym rodzajem jest dużo większy Ankalagon.

## Gatunki
- †Dissacus navajovius (typowy)
- †D. argenteus
- †D. europaeus
- †D. indigenus
- †D. magushanensis
- †D. navajovius
- †D. praenuntius
- †D. rotundus
- †D. serior
- †D. serratus
- †D. willwoodensis
- †D. zanabazari
- †D. zengi